# Heisteria amazonica
Heisteria amazonica är en tvåhjärtbladig växtart som beskrevs av Herman Otto Sleumer. Heisteria amazonica ingår i släktet Heisteria och familjen Erythropalaceae. Inga underarter finns listade i Catalogue of Life.